# Hauke Hansen
Hauke Hansen (* 7. November 1979 in Kiel) ist ein deutscher Politiker (CDU) und seit 2022 Mitglied im Schleswig-Holsteinischen Landtag.

## Leben und Beruf
Hansen machte 1999 sein Abitur in Neumünster. 2003 schloss er sein duales Studium zum Diplom-Finanzwirt (FH) ab. Seit 2018 ist er Aufsichtsratsvorsitzender der Friedrich-Ebert-Krankenhaus Neumünster GmbH.

## Politische Tätigkeit
Hansen ist seit 2003 in der Kommunalpolitik, wobei er zehn Jahre Ratsherr in Neumünster war. Dabei war er Mitglied im Aufsichtsrat der Wohnungsbau GmbH und der Stadtwerke Neumünster. Aktuell ist er Kreisvorsitzender der CDU Neumünster.
Bei der Landtagswahl in Schleswig-Holstein 2022 befand sich Hansen auf Platz 37 der Landesliste seiner Partei. Er gewann das Direktmandat im Wahlkreis Neumünster mit 43,3 % der Erststimmen und zog damit in den Landtag ein.

## Privates
Hansen wohnt in Padenstedt, ist verheiratet und Vater einer Tochter.